# Оводник дводюймовий
Оводник дводюймовий, егілопс дводюймовий (Aegilops biuncialis) — вид квіткових рослин із родини злакових (Poaceae).

## Біоморфологічна характеристика
Однорічна рослина 10–40 см, волосиста. Стебла колінчасто-висхідні. Листки плоскі, шорсткі. Колос короткий, 1.5–3 см, блідо-зелений або сиво-зелений. Колосочків 2–3, усі майже рівні, плідні, великі, перекриті, яйцювато-циліндричні.
Цвіте і плодоносить з травня по серпень.

## Середовище проживання
Зростає у Північній Африці (пн. Алжир, Туніс, пн. Лівія, Марокко, Канарські острови (о. Гомера)), Західній Азії (Вірменія, Азербайджан, Грузія, Кіпр, пн. Іран, пн. Ірак, Афганістан, Туркменістан, Палестина, Ізраїль, Йорданія, Ліван, Сирія, Туреччина), південній частині Європи (пд.-євр. Росія, пд. Україна (Крим), Албанія, Болгарія, Греція (вкл. Крит), Хорватія, Італія, Північна Македонія, пд. і сх. Румунія, Боснія і Герцеговина, Чорногорія, Сербія, Іспанія, пд. Франція).
Цей недовговічний вид зазвичай росте в сухих, порушених місцях, таких як перелоги, узбіччя доріг, околиці полів, оливкові гаї та виноградники, а також у різних типах лісів, але він також зустрічається на пасовищах, макі, степових і сухих скелястих гірських схилах, рідше в долинах річок і пальмових насадженнях. Росте переважно на вапняку, але також на сланцях, глинистих сланцях, базальтових, гранітних субстратах, на глинистих або супіщаних, або (рідко) чистих піщаних ґрунтах. Зростає в районах з річною кількістю опадів 225–800 мм, але також в районах з кількістю опадів до 1250 мм. Висота зростання від 0 до 1750 метрів.
В Україні вид росте на сухих схилах, пісках, скелях, розсипах, на засмічених місцях, біля доріг і стежок — у південному Криму, звичайно; відомі місця знаходження в ок. Сімферополя та Феодосії.

## Синоніми
Синоніми: Aegilops biaristata Lojac., Aegilops connata Steud., Aegilops intermedia Steud., Aegilops lorentii Hochst., Aegilops macrochaeta Shuttlew. & A.Huet ex Duval, Aegilops trispiculata (Hack. ex Trab.) Trab., Triticum biunciale (Vis.) K.Richt., Triticum lorentii (Hochst.) Zeven, Triticum macrochaetum (Shuttlew. & A.Huet ex Duval) K.Richt.